# CD+G
CD+G, CD+Graphics – specjalny rodzaj płyty kompaktowej, który oprócz dźwięku zawiera dane graficzne.
Dysk może być odgrywany na zwykłych odtwarzaczach CD oraz na odtwarzaczach CD+G, które mogą wyświetlać zapisane obrazy (zwykle odtwarzacz CD+G podłączony jest do zestawu telewizyjnego lub monitora komputerowego); funkcja ta jest wykorzystywana przede wszystkim do prezentowania tekstu piosenek dla wykonawców karaoke.
W każdym sektorze są 2352 bajty (24×98) danych dźwiękowych i 96 bajtów danych subkanałowych.
96 bajtów danych subkanałowych w każdym sektorze zawiera cztery pakiety po 24 bajty każdy:
1 bajt dla polecenia,
1 bajt dla instrukcji,
2 bajty parzystości Q,
16 bajtów danych,
4 bajty parzystości P.
Wszystkie spośród 96 bajtów danych subkanałowych można uważać za podzielone na 8 bitów, z których każdy odpowiada osobnemu strumieniowi informacji. Te strumienie nazywane są kanałami i nazwane są literami alfabetu poczynając od P:
| Kanał | P | Q | R | S | T | U | V | W |
| Bit   | 7 | 6 | 5 | 4 | 3 | 2 | 1 | 0 |

Zarówno kanały P, jak i Q na zwykłych płytach CD są używane są do przechowywania informacji o długości ścieżek. Umożliwiają wyświetlanie w odtwarzaczach bieżącego czasu odtwarzania i numeru ścieżki. Część wolnego miejsca jest również używana do zapisu danych CD-Text.
Kanał Q jest używany w celach kontroli bardziej zaawansowanych technicznie odtwarzaczy. Zawiera informacje takie jak MCN i ISRC. Numer ISRC jest używany w przemyśle muzycznym i zawiera dane dotyczące kraju pochodzenia nagrania, roku wydania, prawach autorskich, numerze seryjnym i kilku innych:
Daneinformuje odtwarzacz o tym, że zapisana ścieżka to dane (komputerowe) i można wyciszyć głośniki.
Flaga SCMSużywana przez Serial Copy Management System w celu uniemożliwienia kopiowania ścieżki w formie cyfrowej.
Dźwięk czterokanałowyścieżka używa dźwięku czterokanałowego (rzadko używane na płytach CD).
Pre-emfazaścieżka audio została nagrana z pre-emfazą (rzadko używane na płytach CD).
Format CD+G korzysta również z kanałów od R do W, które są nieużywane w standardowym formacie Audio-CD. Te sześć bitów przechowuje dane graficzne.
W systemie CD+G, 16-kolorowe (4-bitowe) obrazy są wyświetlane na polu rastrowym o wielkości 300×216 pikseli.
Następujące konsole gier odtwarzają format CD+G: TurboGrafx-CD (przystawka CD-ROM do TurboGrafx-16), Turbo Duo, Sega CD, 3DO, Sega Saturn, Commodore Amiga CD32 i Atari Jaguar CD (przystawka do Atari Jaguar).

## Płyty wydane w formacie CD+G
- Alphaville – The Breathtaking Blue – 1989
- Anita Baker – Rapture (1986)
- Laura Branigan – Laura Branigan – 1990
- Fleetwood Mac – Behind the Mask – 1990
- Jimi Hendrix – Smash Hits (1988)
- Information Society – Information Society (1988)
- Chris Isaak – Silvertone – 1985
- Van Dyke Parks – Tokyo Rose – 1989
- Bonnie Raitt – Green Light – 1982
- Bonnie Raitt – Nine Lives – 1986
- Lou Reed – New York – 1989
- Talking Heads – Naked – 1988